# Hologram
『hologram』（ホログラム）は、日本の女性歌手、島みやえい子の通算1作目のミニアルバムである。2001年12月25日にG-Studioより発売された。

## 解説
- 本作は、島みやえい子が個人名義でリリースした初の作品となった。旧名の「島宮えい子」名義でリリース。本人自身が全曲作詞・作曲している。
- 当時にI've所属していたが、I'veがプロデュースしたアルバムではなく、ボーナストラックとして高瀬一矢による「スカラベの祈り」のリミックスだけが収録されている。同曲が、その後メジャー1作目のミニアルバム『ULYSSES』にリアレンジされ、本作収録リミックスがベストアルバム『E.P.S -Eiko PRIMARY SELECTION-』に収録された。

## 収録内容
| 全作詞・作曲: 島みやえい子、全編曲: 西岡俊明（#6,#7を除く）。 |                                                     |              |              |            |      |
| #                                                             | タイトル                                            | 作詞         | 作曲・編曲   | リミックス | 時間 |
| 1.                                                            | 「スカラベの祈り」                                  | 島みやえい子 | 島みやえい子 |            | 5:23 |
| 2.                                                            | 「恋はいつも」                                      | 島みやえい子 | 島みやえい子 |            | 5:05 |
| 3.                                                            | 「Mastery」                                         | 島みやえい子 | 島みやえい子 |            | 4:01 |
| 4.                                                            | 「こでまり」                                        | 島みやえい子 | 島みやえい子 |            | 4:21 |
| 5.                                                            | 「路上のクリスマス」                                | 島みやえい子 | 島みやえい子 |            | 5:01 |
| 6.                                                            | 「スカラベの祈り」(brown sugar style)               | 島みやえい子 | 島みやえい子 | 高瀬一矢   | 8:49 |
| 7.                                                            | 「スカラベの祈り」(brown sugar style(Instrumental)) | 島みやえい子 | 島みやえい子 | 高瀬一矢   | 8:49 |
| 合計時間:                                                     | 合計時間:                                           | 合計時間:    | 41:29        |            |      |